# Corvillón (La Merca)
Corvillón (llamada oficialmente Santa María de Corvillón) es una parroquia y un lugar del municipio español de La Merca, en la provincia de Orense, Galicia.

## Organización territorial
La parroquia está formada por ocho entidades de población, constando cinco de ellas en el nomenclátor del Instituto Nacional de Estadística español:
- Campelo
- Casal de Maus
- Corvillón
- Fontao
- Fonte Ermida
- Forxás de Montes
- Parboeira
- Rebola

## Demografía

### Parroquia
| Gráfica de evolución demográfica de Corvillón (parroquia) entre 2000 y 2022 |
|                                                                             |
| Datos según el nomenclátor publicado por el INE.                            |

### Lugar
| Gráfica de evolución demográfica de Corvillón (lugar) entre 2000 y 2022 |
|                                                                         |
| Datos según el nomenclátor publicado por el INE.                        |